# Got to Be There
Got to Be There é o álbum de estreia solo gravado e lançado pelo cantor americano Michael Jackson. Chegou às lojas distribuído pela Motown em 1972 e vendeu um pouco mais de 5 milhões de cópias.

## Informações do álbum
A Motown lançou o álbum quase paralelo ao lançamento de um membro de uma outra famosa família, Donny Osmond. O álbum tem sucessos históricos do cantor como a faixa título e "I Wanna Be Where You Are", e gravações cover de músicas clássicas da época como, "Ain't No Sunshine", de Bill Withers, "Rockin' Robin", de Bobby Day, "You've Got A Friend", de Carole King, e "Love Is Here And Now You're Gone", das Supremes. A Motown investiu no repertório romântico do cantor, já que as músicas dos Jackson 5 eram mais agitadas, algo que deu certo e durou em todos os álbuns solo do cantor na gravadora.

## Recepção
| Críticas profissionais | Críticas profissionais |
| Avaliações da crítica  | Avaliações da crítica  |
| Fonte                  | Avaliação              |
| ---------------------- | ---------------------- |
| AllMusic               | [ 5 ]                  |

O álbum de estreia solo de Michael Jackson, "Got to Be There", lançado em 1972, foi recebido com uma mistura de elogios e reconhecimento pelo talento vocal do jovem artista. Embora tenha sido um começo promissor para sua carreira solo, a recepção do álbum foi relativamente moderada em comparação com seus futuros lançamentos. 
Um dos aspectos mais destacados da recepção foi o reconhecimento da incrível voz de Michael Jackson. Aos 13 anos de idade, ele exibiu uma maturidade vocal notável, o que impressionou tanto fãs quanto críticos.
O álbum apresentou uma variedade de estilos musicais, desde baladas emotivas até canções mais animadas. Esse aspecto demonstrou a versatilidade musical do jovem Michael.
A faixa-título, "Got to Be There", foi particularmente bem recebida. A música se tornou um sucesso nas paradas e mostrou o potencial de Michael como artista solo.
Embora tenha sido elogiado por sua capacidade vocal, o álbum também foi criticado por ser um pouco inconsistente em termos de estilo musical. Isso provavelmente reflete o esforço de explorar diferentes direções musicais.
Como este foi o início da carreira solo de Michael Jackson, muitas análises e críticas compararam sua voz e estilo com artistas mais estabelecidos, como Stevie Wonder e Smokey Robinson.
Comercialmente, o álbum teve um desempenho decente, embora talvez não tão estrondoso quanto os álbuns posteriores de Michael. Ele conseguiu atingir posições modestas nas paradas de álbuns.
Apesar de não ter sido um álbum tão impactante quanto suas obras posteriores, "Got to Be There" é considerado um marco fundamental em sua carreira. Ele marcou o início de sua transição para uma carreira solo, mostrando o talento emergente de Michael Jackson como cantor e artista solo.

## Faixas
| N.º | Título                               | Compositor(es)                                          | Duração |  |
| 1.  | "Ain't No Sunshine"                  | Bill Withers                                            | 4:13    |  |
| 2.  | "I Wanna Be Where You Are"           | Leon Ware / Arthur Ross                                 | 3:02    |  |
| 3.  | "Girl, Don't Take Your Love From Me" | Willie Hutch                                            | 3:51    |  |
| 4.  | "In Our Small Way"                   | Beatrice Verdi / Christine Yarian                       | 3:41    |  |
| 5.  | "Got to Be There"                    | Elliot Willensky                                        | 3:24    |  |
| 6.  | "Rockin' Robin"                      | Jesse Thomas                                            | 2:34    |  |
| 7.  | "Wings of My Love"                   | The Corporation                                         | 3:25    |  |
| 8.  | "Maria (You Were the Only One)"      | Larry Brown / Linda Glover / George Gordy / Allen Story | 3:42    |  |
| 9.  | "Love Is Here and Now You're Gone"   | Holland-Dozier-Holland                                  | 2:54    |  |
| 10. | "You've Got A Friend"                | Carole King                                             | 4:45    |  |

## Paradas
| Parada (1972)                | Posição de pico |
| ---------------------------- | --------------- |
| French Albums Chart          | 121             |
| UK Albums Chart              | 37              |
| US Billboard Top LPs & Tape  | 14              |
| US Billboard Top Soul Albums | 3               |

## Certificações
| Região                                                 | Certificação | Vendas   |
| ------------------------------------------------------ | ------------ | -------- |
| Estados Unidos (RIAA)                                  | Ouro         | 500,000^ |
| ^ Números de remessas baseados apenas na certificação. |              |          |